# Walter Abbott (Fußballspieler, 1877)
Walter Abbott (* 7. Dezember 1877 in Birmingham; † 1. Februar 1941 ebenda) war ein englischer Fußballspieler, der für Small Heath, den FC Everton und den FC Burnley spielte. Für Small Heath schoss er als Halbstürmer in 85 Spielen 66 Tore in allen Wettbewerben. In der Saison 1898/99 schoss er 42 Tore in 34 Ligaspielen und wurde somit Torschützenkönig der Second Division. 
Nach seinem Wechsel zu Everton wurde er dort zumeist als linker Außenläufer eingesetzt. Mit Everton wurde er in der Saison 1901/02 und 1904/05 Vizemeister, gewann 1906 den FA Cup und erreichte 1907 das FA-Cup Finale, welches Everton 1:2 gegen Sheffield Wednesday verlor.
Während seiner Zeit beim FC Everton bestritt er am 3. März 1902 beim torlosen Unentschieden im Racecourse Ground in Wrexham gegen Wales sein einziges Länderspiel für die englische Fußballnationalmannschaft.